# Révolte de Boulavine
La révolte de Boulavine (en ukrainien : Булавінське повстання, en russe : Булавинское восстание), qui débute en 1707, est une révolte des cosaques du Don contre le tsarat de Russie de Pierre le Grand.

## Contexte
Le nouvel ataman Kondrati Boulavine est élu et des tensions sont régulières avec le tsarat en particulier autour du servage : le tsarat cherche ainsi à recapturer les serfs fugitifs qui ont trouvé refuge dans la région. L'ataman Boulavine et la révolte sont influencés par les Vieux-Croyants. La révolte est déclenchée par l’assassinat du prince Iouri Dolgoroukov (ru) qui mène une campagne de répression.

## Déroulement
À l'apogée de la révolte, Boulavine peut compter sur près de 100 000 personnes en arme.
En juillet 1708, l'armée russe aidée des cosaques d'Ivan Mazepa écrase la révolte près d'Azov.
Après la mort de l'ataman le 7 juillet 1708 la révolte périclite et de nombreux cosaques trouvent refuge au khanat de Crimée.
Soucieux de mieux contrôler la région du Don, le tsar accélère sa politique d'incorporation au tsarat en soutenant les mariages entre Russes et Ukrainiens, mais aussi en créant un gouvernement d'Azov avec des fonctionnaires russes pour administrer la région. Les cosaques gardent toutefois une administration civile et militaire spécifique.